# Island Mercy
L’Island Mercy est un navire construit en 1961 au Canada. Il est initialement utilisé comme un ferry sous le nom de Petite Forte. Offert à l’organisation humanitaire Mercy Ships en 1983, il devient alors navire hôpital sous les noms de Good Samaritan, puis de Island Mercy. Depuis 2001, il est utilisé comme navire école aux Philippines sous le nom de Far East I.

## Histoire
Le navire, construit au Canada en 1961, est mis en service par la Canadian National sous le nom de Petite Forte, en référence à la commune canadienne homonyme. Il assure alors divers services réguliers entre Terre-Neuve et la côte du Labrador en compagnie de son sister-ship, le Hopedale.
Retiré du service en 1983, il est offert par son armateur à l’organisation humanitaire Mercy Ships, qui le transforme en navire hôpital sous le nom de Good Samaritan. Il assure alors des opérations d’assistance et de secours aux populations dans le besoin sur le continent américain. En 1991, il devient le premier navire civil à pouvoir, de manière officielle et légale, se rendre des États-Unis à Cuba. Il assure alors le transport de matériel et des athlètes se rendant à La Havane afin de participer aux Jeux panaméricains de 1991.

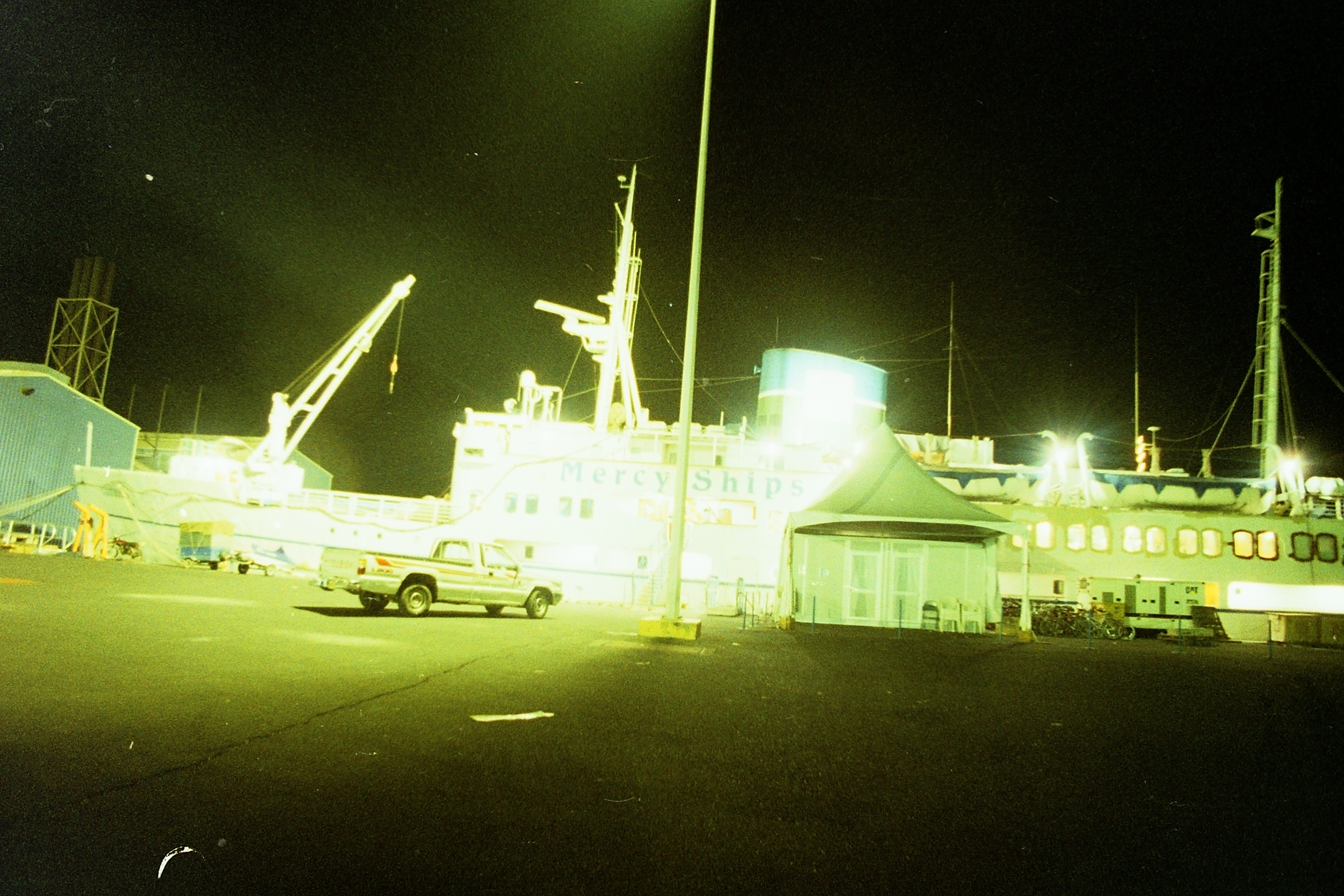
En 1994, il est remplacé sur le secteur sud-américain par le Caribbean Mercy.

En 1994, il est remplacé sur le secteur sud-américain par un navire plus récent, le Caribbean Mercy. Le Good Samaritan est alors largement rénové, avec notamment l’ajout de blocs opératoires, et change de nom pour devenir Island Mercy. Il est redéployé dans le Pacifique Sud.
Au cours de ses 19 années de service pour Mercy Ships, le navire est principalement destiné à des petits soins, notamment dans le domaine ophtalmologique et odontologique. Son faible tirant d’eau, de moins de 4 mètres, lui ouvre l’accès à de nombreux ports en eau peu profonde, inaccessible aux navires de plus gros tonnages de l’organisation.
En 2001, le navire est vendu à la Far East Maritime Foundation Inc., qui l’utilise alors comme navire-école dans les Philippines sous le nom de Far East I.